# 73-й армійський корпус (Третій Рейх)
LXXIII-й (73-й) армі́йський ко́рпус (нім. LXXIII. Armeekorps), також LXXIII-й (73-й) армі́йський ко́рпус особливого призначення (нім. LXXIII. Armeekorps z.b.V.) — армійський корпус Вермахту за часів Другої світової війни.

## Історія
LXXIII-й армійський корпус був сформований 25 листопада 1944 в Італії

## Райони бойових дій
- Італія (листопад 1944 — травень 1945).

## Командування

### Командири
- генерал від інфантерії Антон Достлер (нім. Anton Dostler) (25 листопада 1944 — 8 травня 1945).

## Бойовий склад 73-го армійського корпусу
Формування управління, забезпечення та підтримки
- 473-й корпусний батальйон зв'язку (Korps-Nachrichten-Abteilung 473).

- 114-та єгерська дивізія (114. Jäger-Division).

- 114-та єгерська дивізія;
- 16-та танково-гренадерська дивізія СС «Рейхсфюрер СС» (16. SS-Panzergrenadier-Division "Reichsführer-SS");
- 356-та піхотна дивізія (356. Infanterie-Division);
- Частини 710-ї піхотної дивізії (710. Infanterie-Division).

- 114-та єгерська дивізія;
- Частини 710-ї піхотної дивізії.